# Маккензи, Питер
Питер Д. Маккензи (англ. Peter D. McKenzie, род. 1966) — новозеландский шахматист.
На рубеже 1980—1990-х гг. участвовал в чемпионатах острова Южный, региона Кентербери.
Главных спортивных успехов добился в 1994 г., когда разделил с Э. Кером 1—2 места в чемпионате Новой Зеландии (турнир проходил в Инверкаргилле) и был включен в состав сборной страны для участия в 31-й шахматной олимпиаде (1994) в г. Москве. В этом соревновании сыграл 9 партий, из которых 5 выиграл, 3 проиграл (в том числе Н. Штуллю) и 1 завершил вничью.